# Gmina Olesno
Die Gmina Olesno ist eine Stadt-und-Land-Gemeinde im Powiat Oleski der Woiwodschaft Opole in Polen. Sitz des Powiats und der Gemeinde ist die gleichnamige Kleinstadt (deutsch Rosenberg O.S.) mit etwa 9400 Einwohnern. Die Gemeinde hat 17.640 Einwohner (Dezember 2020).

## Geschichte

### Verwaltungsgeschichte
Die Landgemeinde Olesno wurde 1973 aus Gromadas gebildet. Stadt- und Landgemeinde wurden 1990/1991 zur Stadt-und-Land-Gemeinde zusammengelegt.
Von 1975 bis 1998 gehörten die Gemeinden zur Woiwodschaft Częstochowa. Der Powiat war in dieser Zeit aufgelöst.

### Politik
Die Verwaltung wird von einem Bürgermeister geleitet, der von der Bevölkerung alle direkt gewählt wird. Bisher war dies Sylvester Lewicki. Bei der Kommunalwahl 2024 ergab sich folgendes Ergebnis:
- Piotr Gręda (Wahlkomitee „Unser altes Olesna“) 52,7 % der Stimmen
- Sylvester Lewicki (Wahlkomitee „Oleski – unsere Zukunft“) 42,3 % der Stimmen
- Monika Wieczorek (Wahlkomitee „Autobusse, Genug Steuern für die Liswarta“) 5,0 % der Stimmen

Damit wurde Greda bereits im ersten Wahlgang zum neuen Bürgermeister gewählt.
Bei der Bürgermeisterwahl 2018 trat mit Sylvester Lewicki lediglich ein Kandidat an, für den 78,8 % der Stimmen abgegeben wurden.
Die Wahl des 15 Mitglieder umfassenden Gemeinderats brachte 2024 folgendes Ergebnis:
- Wahlkomitee „Oleski – unsere Zukunft“ 28,2 % der Stimmen, 4 Sitze
- Wahlkomitee „Unser altes Olesna“ 28,1 % der Stimmen, 6 Sitze
- Schlesische Kommunalverwaltung (Deutsche Minderheit)  14,8 % der Stimmen, 2 Sitze
- Wahlkomitee Klaudiusz Małek 6,8 % der Stimmen, 1 Sitz
- Trzecia Droga (TD) 6,6 % der Stimmen, kein Sitz
- Wahlkomitee „Autobusse, Genug Steuern für die Liswarta“ 4,0 % der Stimmen, kein Sitz
- Konfederacja und unabhängige lokale Verwaltungen 3,8 % der Stimmen, kein Sitz
- Wahlkomitee Tomasz Harciarek 2,8 % der Stimmen, 1 Sitz
- Wahlkomitee Klaudiusz Bardosz 2,6 % der Stimmen, 1 Sitz
- Wahlkomitee Jan Bonk 2,2 % der Stimmen, kein Sitz
- Übrige 0,3 % der Stimmen, kein Sitz

Die Wahl des 15 Mitglieder umfassenden Gemeinderats brachte 2018 folgendes Ergebnis:
- Wahlkomitee „Oleski – unsere Zukunft“ 49,6 % der Stimmen, 12 Sitze
- Wahlkomitee Deutsche Minderheit 17,6 % der Stimmen, kein Sitz (*)
- Wahlkomitee Piotr Grędy 6,2 % der Stimmen, 1 Sitz
- Wahlkomitee Marek Leśniak 5,5 % der Stimmen, 1 Sitz
- Wahlkomitee Horst Chwałek 4,0 % der Stimmen, kein Sitz
- Wahlkomitee Jan Bonk 3,8 % der Stimmen, 1 Sitz
- Wahlkomitee Małgorzata Wieczorek 2,8 % der Stimmen, kein Sitz
- Koalicja Obywatelska (KO) 2,8 % der Stimmen, kein Sitz
- Schlesische Regionalpartei 2,7 % der Stimmen, kein Sitz
- Wahlkomitee Waldemar Szydło 2,7 % der Stimmen, kein Sitz
- Wahlkomitee Dorota Szewczyk 2,4 % der Stimmen, kein Sitz

(*) Das Wahlkomitee Deutsche Minderheit erhielt zwar in einzelnen Wahlkreisen bis zu 48 % der Stimmen, konnte aber keinen der 15 Einpersonenwahlkreise gewinnen.

### Partnerschaften
Gemeinde- bzw. Ortspartnerschaften bestehen mit:
- Arnsberg, Deutschland (seit 1992)
- Zalakaros, Ungarn (seit 2008)
- Jezdkovice (Jäschkowitz), Tschechien mit Wysoka (seit 2015)
- Otice (Ottendorf), Tschechien mit Borki Wielkie (seit 2015)
- Zbyslavice (Baislawitz), Tschechien mit Wojciechów (seit 2016)

## Gliederung
Die Stadt-und-Land-Gemeinde Olesno hat fast 18.000 Einwohner und eine Fläche von 240,8 km², von der 42 % mit Wald bedeckt ist. Die Gemeinde gliedert sich neben Olesno in folgende 18 Dörfer:
| - Bodzanowice (Botzanowitz; 1936–1945: Grunsruh) - Borki Małe (Klein Borek; 1936–1945: Heidelsdorf) - Borki Wielkie (Groß Borek; 1936–1945: Brückenort) - Boroszów (Boroschau; 1936–1945: Alteneichen) - Broniec (Bronietz; 1936–1945: Wehrenfelde) - Grodzisko (Grötsch) | - Kolonia Łomnicka (Tellsruh) - Kucoby (Kutzoben; 1936–1945: Halden) - Leśna (Leschna; 1936–1945: Mühlendorf O.S.) - Łomnica (Lomnitz; 1936–1945: Gnadenkirch) - Łowoszów (Lowoschau; 1936–1945: Lauschen) - Sowczyce (Schoffschütz) | - Stare Olesno (Alt Rosenberg) - Świercze (Schönwald) - Wachowice (Wachowitz; 1936–1945: Stoberquell) - Wachów (Wachow; 1936–1945: Wallhof) - Wojciechów (Albrechtsdorf) - Wysoka (Wyssoka; 1936–1945: Lindenhöhe O.S.) |

## Verkehr
An der Bahnstrecke Kalety–Wrocław bestehen der Bahnhof Olesno und Haltepunkte in Sowczyce und Stare Olesno, früher bestand Anschluss an die Rosenberger Kreisbahn.